# Pesynunt

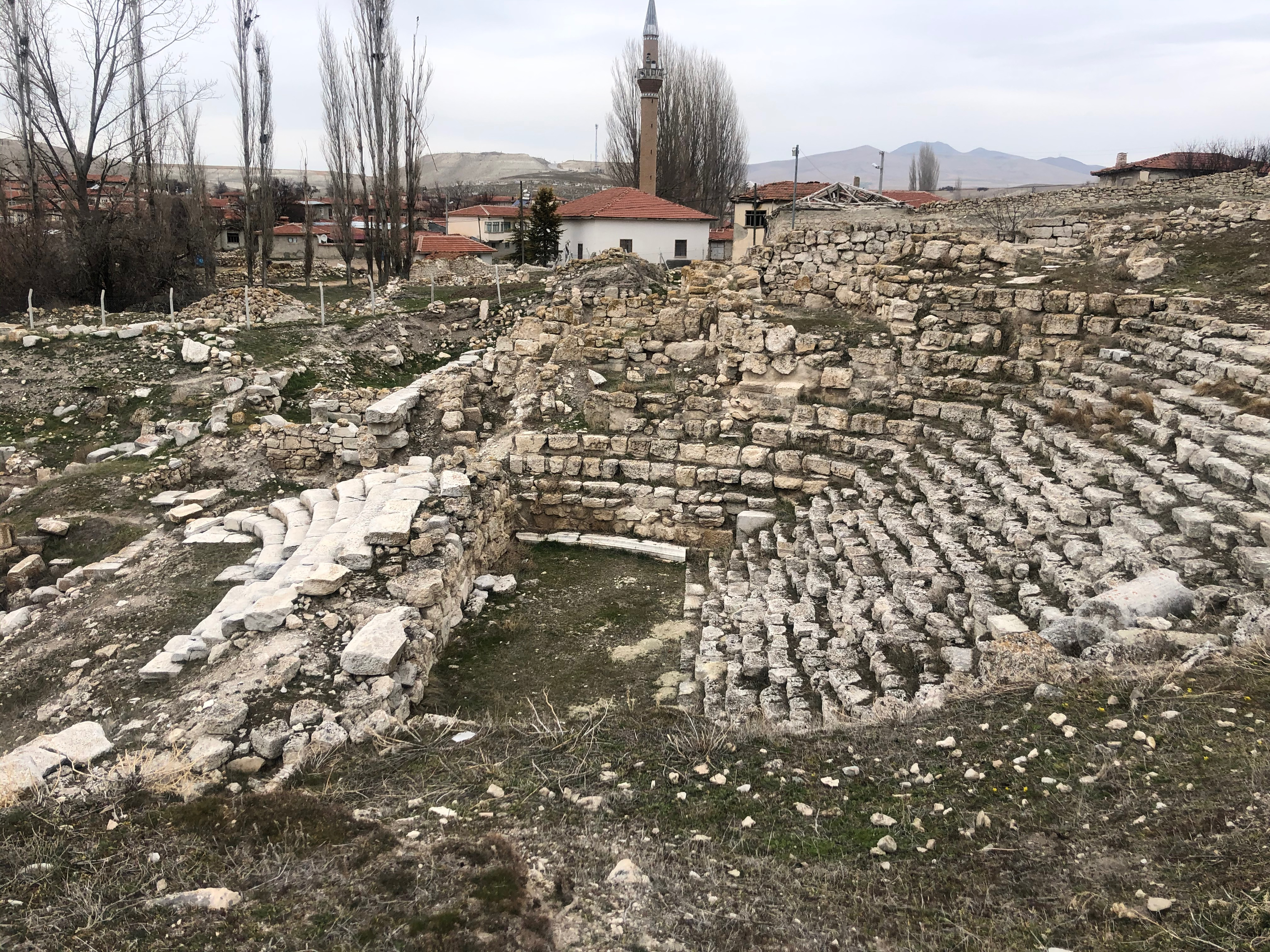
Odkryte ruiny antycznego teatru

Pesynunt (gr. Πεσσινούς lub Πισσινούς, łac. Pessinus) – starożytne miasto we Frygii, u podnóża góry Dindymos, odległe ok. 10 km od rzeki Sangarios, główne miejsce kultu fenickiej bogini Kybele. Obecnie turecka miejscowość Ballihisar.
Zgodnie z tradycją, miejscowe sanktuarium zostało ufundowane przez króla Midasa w VIII wieku p.n.e. Przez miasto przebiegał prastary trakt zwany Królewską Drogą, dzięki czemu pełniło ono funkcję nie tylko ważnego ośrodka religijnego, lecz i handlowego. Było samodzielnym państwem zarządzanym przez kapłanów sanktuarium bogini. Rządzący na tych obszarach w początkowym okresie epoki hellenistycznej Seleucydzi uszanowali wewnętrzną niezależność państwa świątynnego. Niezależności tej nie naruszyło nawet zajęcie Frygii przez Galatów w latach 275-276 p.n.e. wraz z osiedleniem się w najbliższych okolicach Pesynuntu plemion celtyckich. W 166 p.n.e. najeźdźczy Galowie (Galatowie) zajęli jednak państwo świątynne, nie ingerując w jego sprawy wewnętrzne. Pesynunt rozwinął się wówczas jako największy ośrodek handlowy zachodniej Galacji. 
Pod koniec III wieku p.n.e. miasto znalazło się pod politycznym wpływem pergamońskiej dynastii Attalidów. W 204 p.n.e. Attalos I zezwolił na przeniesienie sławnego obiektu kultu – czarnego kamienia Kybele (meteorytu uważanego za personifikację bogini) z miejscowej świątyni do Rzymu w odpowiedzi na petycję rzymskiego poselstwa. Wydarzenie to odnotowują rzymscy autorzy Liwiusz, Owidiusz i Warron. 

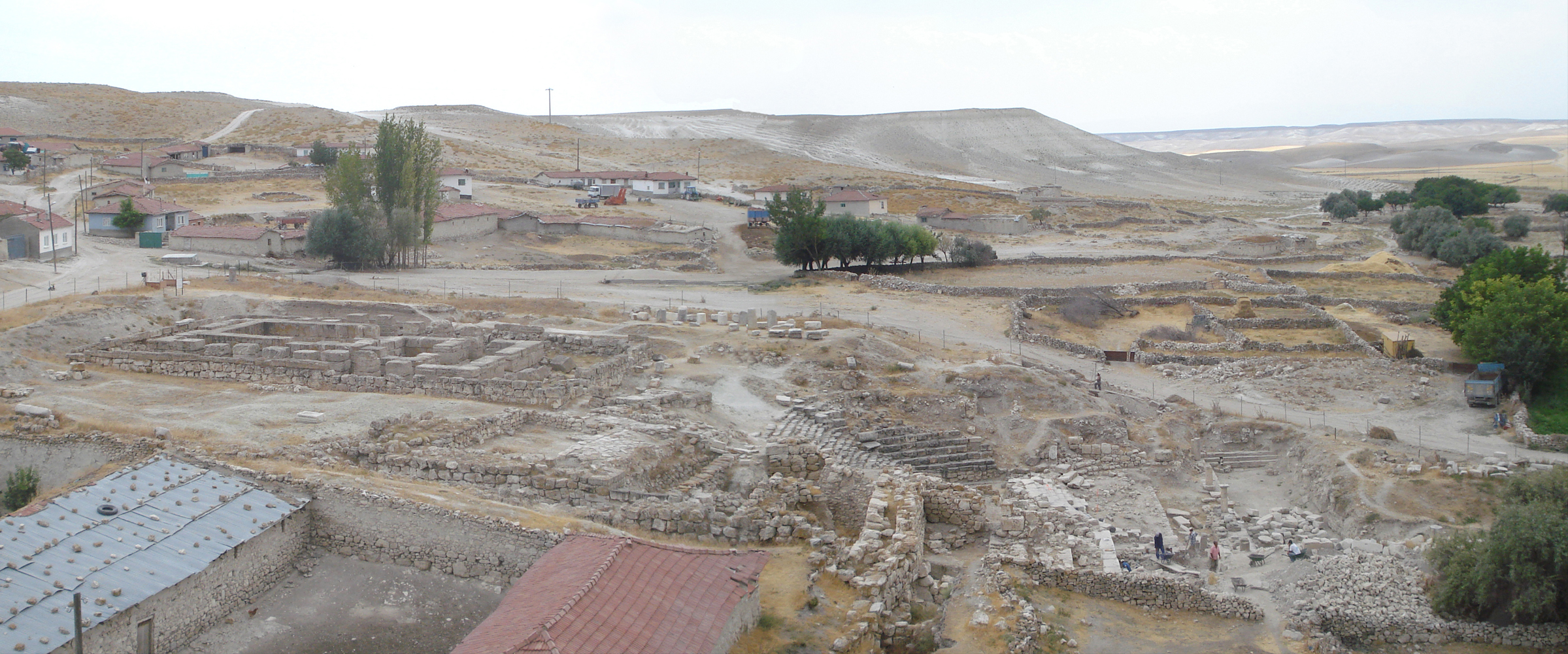
Część pozostałości temenosu bogini Kybele

Miasto uważane za jeden z trzech głównych ośrodków rzymskiej Galacji, zostało opuszczone ok. 600 n.e. wskutek nękających najazdów. Jego ruiny znajdują się dziś we wsi Ballihisar odległej o 14 km na południe od najbliższego miasta Sivrihisar. Na brzegach miejscowego strumienia rozrzucone są resztki antycznych budowli będących pozostałością m.in. instalacji wodnych w tym miejscu znanym w starożytności z 360 źródeł. Otwarty jest również dostęp do odsłoniętych zarysów świątyni Kybele.
Regularne wykopaliska archeologiczne prowadzone były w ruinach Pesynuntu od 1967 przez belgijską misję badawczą z uniwersytetu w Gandawie, poszukującą śladów sanktuarium Kybele, zastąpioną w 2009 przez australijskich badaczy z uniwersytetu w Melbourne.